# Jibbe Willems
Jibbe Willems (1977) is een Nederlandse toneelschrijver.
Hij studeerde in 2003 af aan de Toneelacademie Maastricht. Na kort als acteur en regisseur gewerkt te hebben, richtte hij zich al snel op het schrijven voor theater in de genres Toneel en Muziektheater (kunstvorm), voor zowel volwassenen als kinderen.
Jibbe Willems heeft gewerkt voor onder andere het Het Nationale Theater, tgEcho, Oostpool, De Utrechtse Spelen, toneelgroep Maastricht, toneelgroep Amsterdam / ITA, Het Zuidelijk Toneel, Frascati, De Toneelschuur, Het Syndicaat, De Parade, Theater Bellevue, Bonte Hond, Theater aan Zee, het Nieuw Utrechts Toneel, Silbersee, Kwatta, LAZARUS / 't Arsenaal, Matzer, Bos-producties, het Noord Nederlands Toneel, firma MES en Likeminds. Zijn werk is vertaald en opgevoerd in Rusland, Brazilië, Zuid-Afrika, Duitsland, Spanje, Suriname, Tsjechië, Mexico, De Verenigde Staten, Groot-Brittannië, Ierland, China, Egypte en België.
In 2015 trad hij aan als huisschrijver van Toneelgroep Maastricht. Waar het Vlakke Land gaat Plooien is genomineerd voor de Taalunie Toneelschrijfprijs, Pretpark en Leo&Lena wonnen een Zilveren Krekel, met The Truth About Kate won hij de ARTES Jongtheaterschrijfprijs. In 2019 kreeg hij de Gouden Krekel voor 'de meest indrukwekkende podiumpresentatie in het jeugdtheater' voor zijn libretto voor Jabber bij Theatergroep Kwatta'.
Samen met collega-toneelschrijver Esther Duysker startte Willems het initiatief voor 'Het Schrijfhuis' van Theater Frascati en Internationaal Theater Amsterdam voor jonge schrijvers.

## Bibliografie

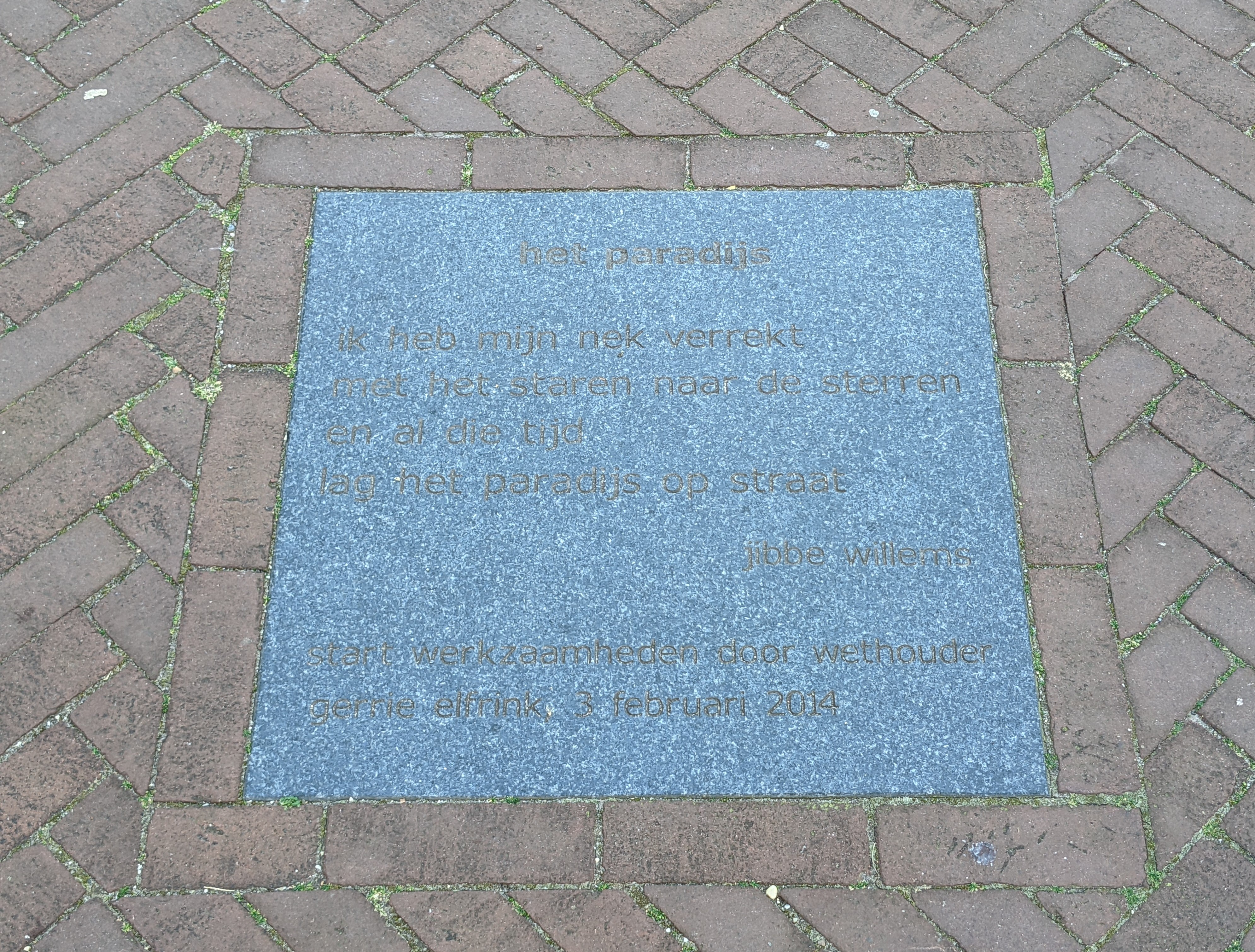
Gedicht 'Het paradijs' in de vloer van de Turfstraat te Arnhem

## Prijzen
Bekroningen
- 2019: de Gouden Krekel voor Jabber

Nominaties
- 2017: Zilveren Krekel voor Pretpark
- 2015: Taalunie Toneelschrijfprijs voor Waar het Vlakke Land gaat Plooien
- 2015: Zilveren Krekel voor Leo en Lena